# Temboro (Karas)
Temboro is een bestuurslaag in het regentschap Magetan van de provincie Oost-Java, Indonesië. Temboro telt 11.581 inwoners (volkstelling 2010).